# Голбрук (Небраска)
Голбрук (англ. Holbrook) — селище (англ. village) в США, в окрузі Фернас штату Небраска. Населення — 201 особа (2020).

## Географія
Голбрук розташований за координатами 40°18′17″ пн. ш. 100°0′36″ зх. д. / 40.30472° пн. ш. 100.01000° зх. д. (40.304740, -100.009989).  За даними Бюро перепису населення США в 2010 році селище мало площу 0,42 км², уся площа — суходіл.

## Демографія
Згідно з переписом 2010 року, у селищі мешкало 207 осіб у 90 домогосподарствах у складі 56 родин. Густота населення становила 496 осіб/км².  Було 129 помешкань (309/км²).
Расовий склад населення:
| - 97,6 % — білих - 0,5 % — корінних американців - 1,0 % — осіб інших рас |

До двох чи більше рас належало 1,0 %. Частка іспаномовних становила 6,8 % від усіх жителів.
За віковим діапазоном населення розподілялося таким чином: 20,8 % — особи молодші 18 років, 60,8 % — особи у віці 18—64 років, 18,4 % — особи у віці 65 років та старші. Медіана віку мешканця становила 43,8 року. На 100 осіб жіночої статі у селищі припадало 97,1 чоловіків;  на 100 жінок у віці від 18 років та старших — 95,2 чоловіків також старших 18 років.
За межею бідності перебувало 49,1 % осіб, у тому числі 77,3 % дітей у віці до 18 років та 21,9 % осіб у віці 65 років та старших.
Цивільне працевлаштоване населення становило 111 осіб. Основні галузі зайнятості: сільське господарство, лісництво, риболовля — 17,1 %, науковці, спеціалісти, менеджери — 7,2 %, мистецтво, розваги та відпочинок — 7,2 %.